# Cartuja de las Fuentes

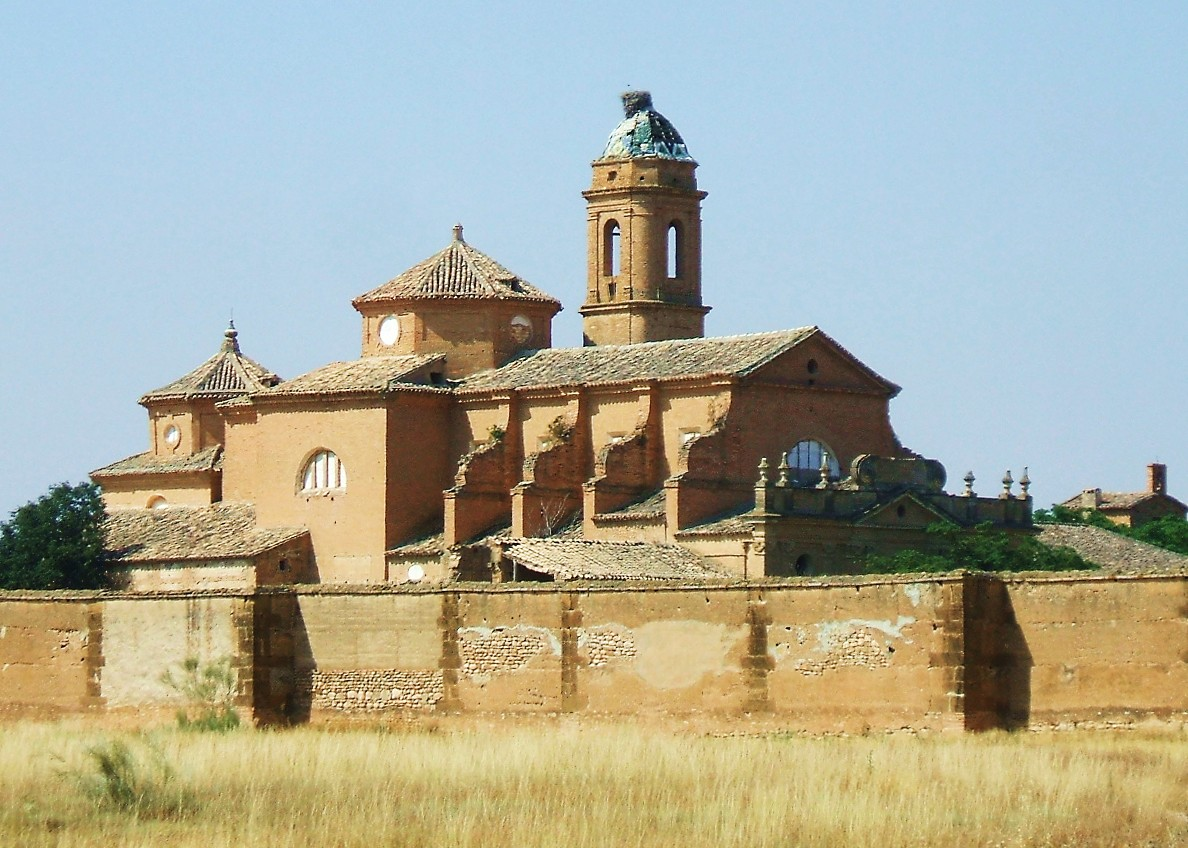
Die Kartause

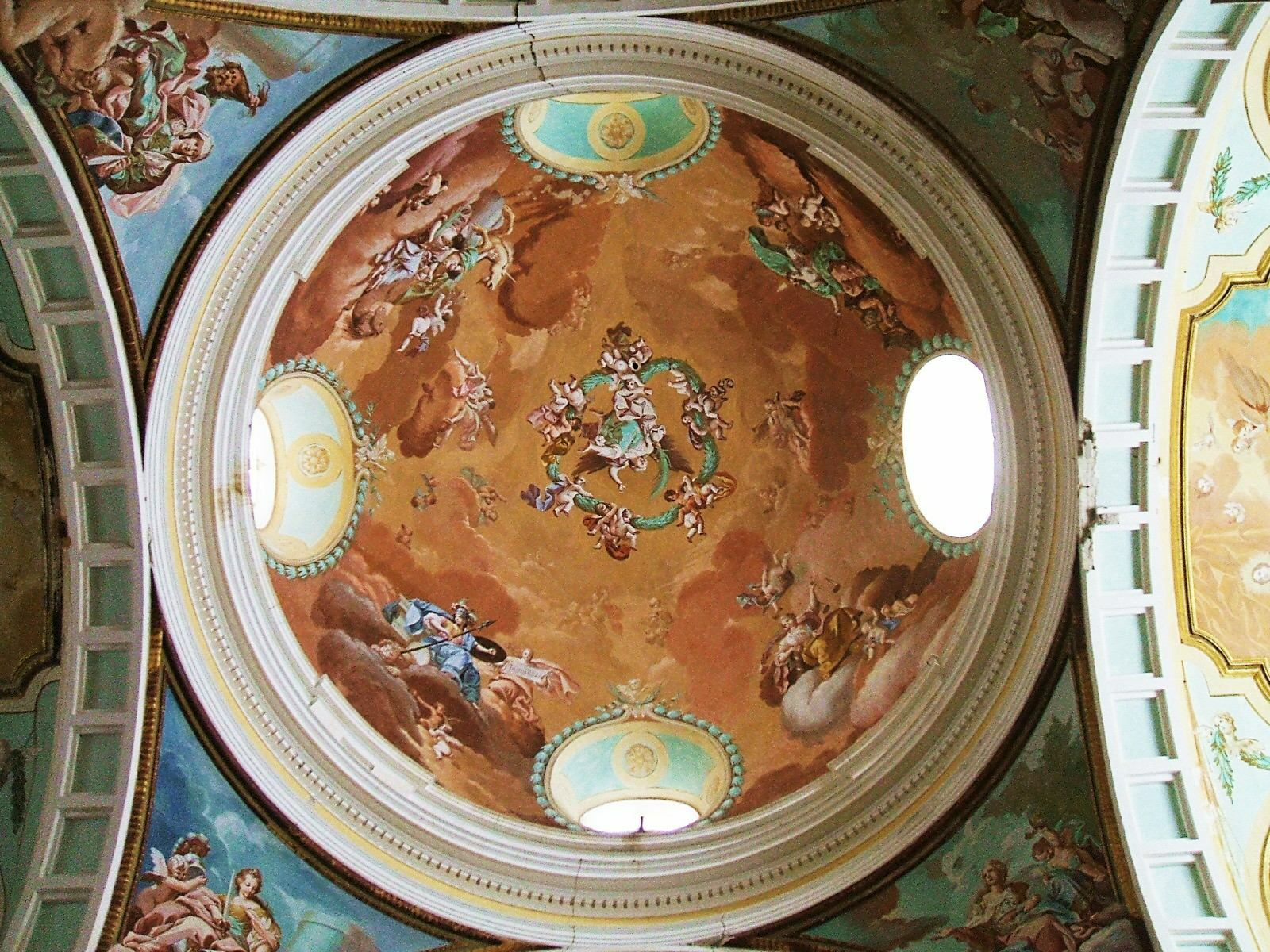
Detail des Querschiffs

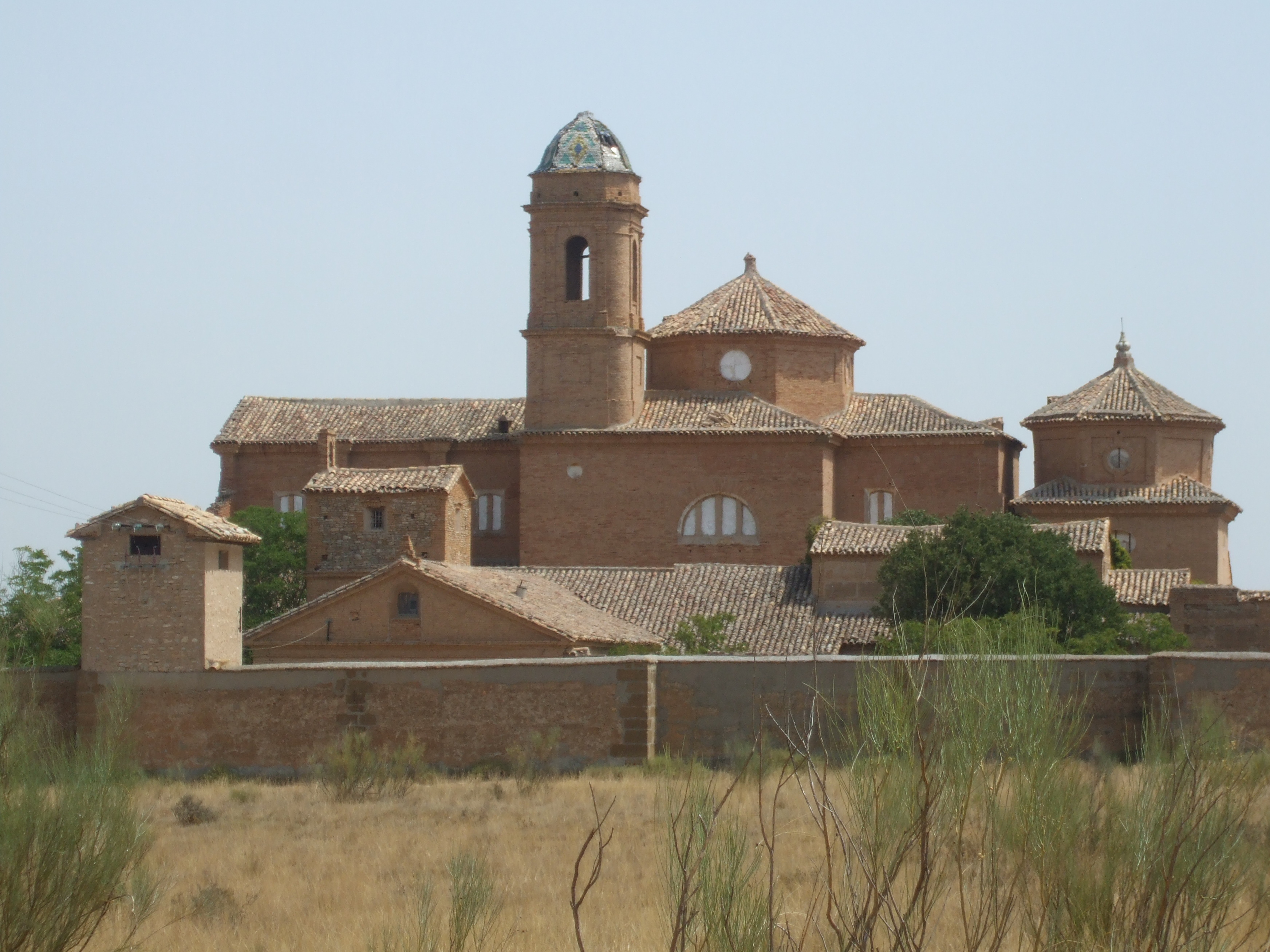
Kriegsschäden am Turm sind noch sichtbar.

Die Cartuja de las Fuentes oder Cartuja de Monegros ist ein ehemaliges Kartäuserkloster in der Gemeinde Sariñena nicht weit von der Grenze zur Gemeinde Lanaja in der Comarca Monegros in der spanischen Provinz Huesca in Aragonien.

## Geschichte
Die Kartause wurde 1507 von den Grafen von Sástago an der Stelle einer alten Einsiedelei gegründet, aber 1563 in die Kartause Aula Dei bei Saragossa verlegt. Der Kartäuserorden besiedelte aber schon 1589 die Niederlassung wieder. Der von Schwierigkeiten und Unterbrechungen begleitete Bau des bestehenden Klosters begann im Jahr 1717. Dessen Gebäude sind im Barockstil errichtet; die Kirche ist zwischen 1770 und 1780 mit 250 Fresken von Manuel Bayeu reich ausgemalt worden. Das Kloster wurde in der liberalen Periode zwischen 1820 und 1823 verlassen und in der Desamortisation in Spanien 1836 aufgehoben und ging anschließend in private Hände über.
Während des Bürgerkrieges diente ein Teil der Anlage als Truppenunterkunft. In unmittelbarer Nachbarschaft befand sich damals ein Feldflugplatz. Dieser wurde für die Luftstreitkräfte der Spanischen Republik angelegt und nach der Eroberung der Gegend im Frühjahr 1938 durch Francos Truppen von den Nationalspaniern weitergenutzt. Die beiden Bf 109-Staffeln der Jagdgruppe 88 der Legion Condor (1. und 2./JG88) waren hier im März/April 1938 einige Wochen stationiert. Beim Absturz eines landenden deutschen Flugzeugs wurde der Turm der Klosterkirche beschädigt.
Im Jahr 2002 wurde das ehemalige Kloster als Conjunto monumental (Bien de Interés Cultural) unter Schutz gestellt.